# 港栄
港栄（こうえい）は、愛知県名古屋市港区の地名。現行行政地名は港栄一丁目から港栄四丁目。住居表示実施。

## 地理
名古屋市港区東部に位置する。東は港楽一丁目・同二丁目・同三丁目、西は河口町・熱田前新田、南は浜一丁目、北は港明二丁目に接する。

## 歴史
1800年に開発された熱田前新田の一部に該当する。

### 町名の由来
港の繁栄に由来するという。

### 行政区画の変遷
- 1947年（昭和22年）5月10日 - 港区熱田前新田（字中ノ組・西ノ組）の一部より同区港栄町1丁目および2丁目が、熱田前新田（字中川東・中ノ組・西ノ組）の一部より港栄町3丁目および4丁目が[注釈 1]、熱田前新田（字中川東）の一部より港栄町5丁目および6丁目が、熱田前新田（字中川東）・中川町[注釈 2]の各一部より港栄町7丁目がそれぞれ成立する[5][1]。
- 1957年（昭和32年）4月15日 - 港区熱田前新田の一部を編入する[1]。
- 1973年（昭和48年）10月20日 - 港区名港通1丁目の一部より同区港栄一丁目が、名港通1丁目および2丁目の一部より港栄二丁目が、名港通2丁目の一部より港栄三丁目が、中川町および名港通3丁目の各一部より港栄四丁目がそれぞれ成立する[6]。対象区域の全域が道路用地[6]。
- 1974年（昭和49年）12月9日 - 港区港栄町1丁目の全部と名港通1丁目の一部が港栄一丁目に、港栄町2丁目および3丁目・名港通1丁目および2丁目の各一部が港栄二丁目に、港栄町4丁目の全部と港栄町2丁目・3丁目・5丁目・名港通2丁目および3丁目の各一部が港栄三丁目に、港栄町6丁目の全部と港栄町5丁目および7丁目・中川町・名港通2丁目および3丁目の各一部が港栄四丁目にそれぞれ編入される[7]。同時に港栄町7丁目の一部が浜一丁目および西倉町にそれぞれ編入される[7]。これに伴い港栄町が消滅[1]。

## 世帯数と人口
2019年（平成31年）3月1日現在の世帯数と人口は以下の通りである。
| 丁目       | 世帯数    | 人口    |
| ---------- | --------- | ------- |
| 港栄一丁目 | 296世帯   | 599人   |
| 港栄二丁目 | 351世帯   | 720人   |
| 港栄三丁目 | 542世帯   | 1,082人 |
| 港栄四丁目 | 433世帯   | 873人   |
| 計         | 1,622世帯 | 3,274人 |

### 人口の変遷
国勢調査による人口の推移。
| 1995年（平成7年）  | 2415人 |  |  |
| 2000年（平成12年） | 2405人 |  |  |
| 2005年（平成17年） | 2239人 |  |  |
| 2010年（平成22年） | 2150人 |  |  |
| 2015年（平成27年） | 2121人 |  |  |

### 世帯数の変遷
国勢調査による世帯数の推移。
| 1995年（平成7年）  | 931世帯 |  |  |
| 2000年（平成12年） | 940世帯 |  |  |
| 2005年（平成17年） | 950世帯 |  |  |
| 2010年（平成22年） | 942世帯 |  |  |
| 2015年（平成27年） | 995世帯 |  |  |

## 学区
市立小・中学校に通う場合、学校等は以下の通りとなる。また、公立高等学校に通う場合の学区は以下の通りとなる。なお、小学校は学校選択制度を導入しておらず、番毎で各学校に指定されている。
| 丁目       | 小学校                                      | 中学校               | 高等学校 |
| ---------- | ------------------------------------------- | -------------------- | -------- |
| 港栄一丁目 | 名古屋市立港楽小学校                        | 名古屋市立東港中学校 | 尾張学区 |
| 港栄二丁目 | 名古屋市立港楽小学校                        | 名古屋市立東港中学校 | 尾張学区 |
| 港栄三丁目 | 名古屋市立港楽小学校                        | 名古屋市立東港中学校 | 尾張学区 |
| 港栄四丁目 | 名古屋市立港楽小学校 名古屋市立西築地小学校 | 名古屋市立東港中学校 | 尾張学区 |

## 交通

### 鉄道
- 名古屋市営地下鉄名港線港区役所駅・築地口駅[3]

### 道路
- 国道23号（名四国道）[3]

## 施設
- 港北公園

1984年（昭和59年）に開園した公園で、かつての港北運河を埋め立てて整備された。

### 港栄一丁目
- 名古屋市営新港栄荘[3]
- 中部電力築港変電所[3]
- 邦和みなと スポーツ&カルチャー（旧・邦和スポーツランド）[3]
- 日産自動車中部技術センター
- 専門学校日産愛知自動車大学校

### 港栄二丁目
- 国際留学生会館

港区役所の跡地を利用し1990年（平成2年）3月に完成した会館。港保健センターも入居する。
- 名古屋港郵便局[3]
- バロー港栄店

### 港栄三丁目
- 港保育園[3]

### 港栄四丁目
- 慶和幼稚園[3]

## その他

### 日本郵便
- 郵便番号 : 455-0015[WEB 3]（集配局：名古屋港郵便局[WEB 13]）。